# Tổng tư lệnh Lực lượng Vũ trang Bắc Triều Tiên
Tổng tư lệnh Lực lượng Vũ trang Cộng hòa Dân chủ Nhân dân Triều Tiên (tiếng Hàn: 조선민주주의인민공화국무력 총사령관) là người nắm quyền chỉ huy cao nhất đối với toàn bộ Quân đội Nhân dân Triều Tiên của Bắc Triều Tiên. Chức vụ này được thành lập vào ngày 4 tháng 7 năm 1950 và bị bãi bỏ khi thông qua hiến pháp mới vào năm 1972. Kể từ đó, chức vụ Chủ tịch Bắc Triều Tiên, Chủ tịch Ủy ban Quốc phòng và Chủ tịch Ủy ban Quốc vụ đều được gọi là tổng tư lệnh tối cao theo hiến pháp mới.
Như vậy, người giữ chức vụ duy nhất là Kim Nhật Thành. Thế nhưng danh hiệu này vẫn được trao cho cả Kim Jong Il và Kim Jong Un, và hợp pháp hóa thông qua các chức vụ Chủ tịch Ủy ban Quốc phòng và Chủ tịch Ủy ban Quốc vụ. Tất cả những người giữ chức vụ này cũng đều là Chủ tịch Quân ủy Trung ương Đảng Lao động Triều Tiên.

## Lịch sử

### Chức vụ (1950–1972)
Chức vụ này ban đầu gọi là Tổng tư lệnh Quân đội Nhân dân Triều Tiên (조선인민군 총사령관) được thành lập vào ngày 8 tháng 2 năm 1948 cùng với việc thành lập Quân đội Nhân dân Triều Tiên. Bộ trưởng Bộ Quốc phòng Choe Yong-gon chính thức được bổ nhiệm làm Tổng tư lệnh đầu tiên.
Ngày 4 tháng 7 năm 1950, Ủy ban Thường vụ thứ nhất Hội đồng Nhân dân Tối cao khóa I đã ban hành sắc lệnh thành lập chức Tổng tư lệnh Tối cao Quân đội Nhân dân Triều Tiên (조선인민군 최고사령관) và bổ nhiệm Kim Nhật Thành giữ chức này. Đây là một phần trong quá trình tái tổ chức Quân đội Nhân dân Triều Tiên khi Triều Tiên xâm lược Hàn Quốc vào giai đoạn đầu trong Chiến tranh Triều Tiên.
Sau khi Chiến tranh Triều Tiên kết thúc, Kim Nhật Thành vẫn tiếp tục thực thi quyền hạn của mình trên cương vị là Tổng tư lệnh Tối cao Quân đội Nhân dân Triều Tiên.

### Danh hiệu (1972–nay)
Bản hiến pháp mới được thông qua vào năm 1972, trong đó nêu rõ rằng Chủ tịch Bắc Triều Tiên là tổng tư lệnh tối cao lực lượng vũ trang của đất nước cũng như là Chủ tịch Ủy ban Quốc phòng.
Ngày 24 tháng 12 năm 1991, Kim Jong Il được bổ nhiệm làm Tổng tư lệnh Tối cao Quân đội Nhân dân Triều Tiên tại phiên họp toàn thể lần thứ 19 của Ủy ban Trung ương Đảng Lao động Triều Tiên khóa VI. Việc bổ nhiệm này là một phần trong quá trình kế nhiệm Kim Jong Il, từng được bầu vào vị trí Phó Chủ tịch thứ nhất Ủy ban Quốc phòng vào ngày 22 tháng 5 năm 1990.
Sau khi Kim Jong Il được bổ nhiệm làm Tổng tư lệnh Tối cao Quân đội Nhân dân Triều Tiên, lần sửa đổi hiến pháp năm 1992 đã xóa bỏ mọi đề cập đến chức vụ tổng tư lệnh. Thay vào đó, lần sửa đổi này nêu rõ rằng Chủ tịch Ủy ban Quốc phòng có quyền chỉ huy lực lượng vũ trang của đất nước. Hiến pháp cũng nêu rõ rằng chức Chủ tịch không tự động là Chủ tịch Ủy ban Quốc phòng. Điều này cho phép Kim Jong Il được bầu làm Chủ tịch Ủy ban Quốc phòng vào ngày 9 tháng 4 năm 1993.
Lần sửa đổi hiến pháp năm 2009 có đề cập đến chức vụ tổng tư lệnh tối cao một lần nữa và trao lại cho Chủ tịch Ủy ban Quốc phòng.
Kim Jong Il giữ chức Tổng tư lệnh Tối cao cho đến khi qua đời vào ngày 17 tháng 12 năm 2011. Sau đó, Kim Jong Un được Bộ Chính trị Đảng Lao động Triều Tiên bổ nhiệm làm Tổng tư lệnh Tối cao Quân đội Nhân dân Triều Tiên vào ngày 30 tháng 12 năm 2011 theo chỉ thị cuối cùng của Kim Jong Il. Vào thời điểm được bổ nhiệm làm Tổng tư lệnh Tối cao Quân đội Nhân dân Triều Tiên, ông đang là Phó Chủ tịch Quân ủy Trung ương Đảng Lao động Triều Tiên.
Ngày 13 tháng 4 năm 2012, giới chức nước này đã tiến hành sửa đổi hiến pháp nhằm chuyển giao quyền hành của chức vụ Tổng tư lệnh Tối cao cho Chủ tịch thứ nhất Ủy ban Quốc phòng mà Kim Jong Un vừa được bầu chọn. Sau đó, Kim Jong Un được bầu làm Chủ tịch Ủy ban Quốc vụ vào ngày 29 tháng 6 năm 2016, khi mà quyền hành của chức vụ này vừa mới chuyển giao cho ông.
Ngày 15 tháng 4 năm 2015, Kim Jong Un bắt đầu được gọi là Tổng tư lệnh Tối cao Lực lượng Vũ trang Cộng hòa Dân chủ Nhân dân Triều Tiên mặc dù hiến pháp chỉ định ông là tổng tư lệnh lực lượng vũ trang của nước này.

Kỳ hiệu của Tổng tư lệnh Tối cao đến năm 2022.

Hiến pháp được sửa đổi vào ngày 12 tháng 4 năm 2019, thay thế việc đề cập đến danh hiệu "tổng tư lệnh tối cao" bằng "tổng tư lệnh."